# D11 (hunebed)
Hunebed D11 ligt in de boswachterij Anloo tussen Anloo en Eext in de Nederlandse provincie Drenthe.
Het hunebed ligt midden in de boswachterij Anloo, ooit aangeplant in de jaren twintig en dertig van de 20e eeuw als productiebos van het landgoed Terborgh. Inmiddels is het grootste gedeelte van het bos in bezit van Staatsbosbeheer. In de directe omgeving van het hunebed zijn ook meerdere grafheuvels uit de ijzertijd en bevindt zich het Pinetum Ter Borgh.

## Bouw
Het hunebed bestaat uit tien zijstenen, twee sluitstenen en vier dekstenen. Er ontbreekt een deksteen, de meest westelijke. Er is nog een van de twee poortstenen aanwezig, de tweede is door Albert van Giffen met een plombe aangegeven. De poortsteen en draagstenen rond de ingang zijn strak afgevlakt.
Het hunebed is iets meer dan 9,4 meter lang en 3,7 meter breed.

## Geschiedenis
Het hunebed wordt voor het eerst vermeld in 1711 door Ludolph Smids.
Van Giffen fotografeerde het in 1918, het was toen nog in uitgestrekte heidevelden gelegen. Hij omschreef het als "in zeer goeden staat". Het hunebed werd gerestaureerd in 1952. Het hunebed werd nooit wetenschappelijk onderzocht.
In 1871 werd het hunebed geschonken aan de Provincie Drenthe.

## Society of Antiquaries[6]
In Engeland ontstond in de jaren zeventig van de 19e eeuw bezorgdheid over de wijze waarop in Nederland hunebedden werden gerestaureerd. In die kringen was men vooral bezorgd dat met de restauraties het oorspronkelijk beeld van de situatie verloren zou gaan. De directeur van de Society of Antiquaries in Londen verzocht de oudheidkundigen William Collings Lukis en sir Henry Dryden om de staat waarin de hunebedden zich op dat moment bevonden nauwkeurig vast te leggen. Zij bezochten in juli 1878 Drenthe en brachten veertig hunebedden op de Hondsrug in kaart. Ze hebben opmetingen verricht en beschreven de aangetroffen situatie, die zij tevens vastlegden in een serie aquarellen. Hun rapportage aan de Society of Antiquaries verscheen echter niet in druk. Hun materiaal werd bewaard bij de Society of Antiquaries, het Guernsey Museum & Art Gallery en het Drents Museum. Het Ashmolean Museum in Oxford bezit kopieën van hun werk. In 2015 publiceerde de Drentse archeoloog dr. Wijnand van der Sanden alsnog hun werk. Hij voorzag hun materiaal van een uitgebreide inleiding. Ook schetste hij de ontwikkelingen met betrekking tot het archeologisch onderzoek van de hunebedden na hun onderzoek tot 2015. Hij gaf als oordeel dat het werk van Lukis en Dryden van hoge kwaliteit was. In het Drents Museum was in 2015 een tentoonstelling over het werk.
Hunebed D11 is weergegeven op Plan VII. Ten tijde van het bezoek van Lukis en Dryden waren er elf draagstenen en vier dekstenen (van oorspronkelijk vijf). De tweede draagsteen van de oostkant van de noordelijke zijde was weggehaald en de deksteen was op de grond gevallen. Er was nog een poortsteen aan de zuidzijde. Er lagen fragmenten van urnen op de oppervlakte. Er lagen drie grafheuvels in de nabijheid van het hunebed.
De vondsten bevinden zich in het British Museum in Londen.